# Gunter Henn

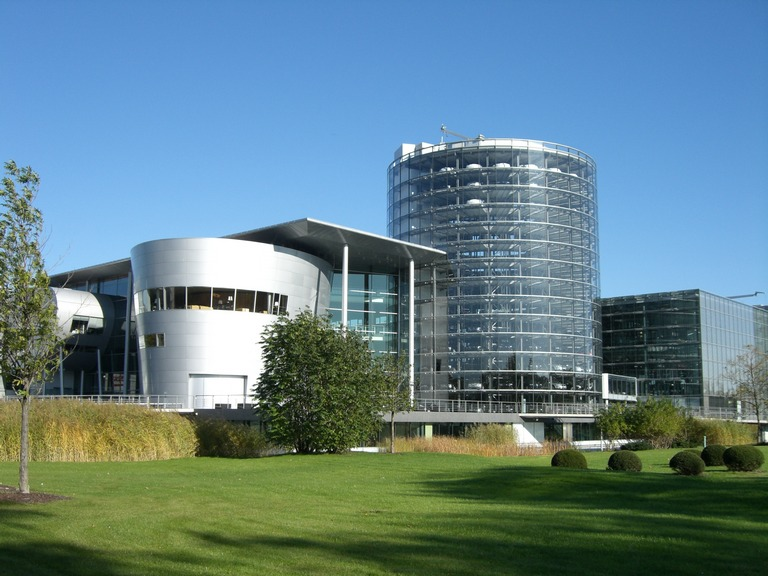
Gläserne Manufaktur

Gunter Henn (Dresda, 2 febbraio 1947) è un architetto, docente e ingegnere tedesco, di fama internazionale per la sua opera  di progettazione e ricerca sugli edifici amministrativi.

## Pubblicazioni
- Henn Architekten: Henn Architekten - Jahrbuch 2008. München/Berlin 2008, ISBN 978-3-00-026635-5
- Thomas J. Allen, Gunter W. Henn: The Organization and Architecture of Innovation - Managing the Flow of Technology.  Butterworth-Heinemann/Architectural Press, Amsterdam 2007, ISBN 978-0-7506-8236-7
- Gunter Henn: Bugatti Molsheim. Junius, Hamburg 2005, ISBN 3-88506-568-1
- Gunter Henn: Das Projekthaus. Junius, Hamburg 2004, ISBN 3-88506-560-6
- Henn Architekten: Die Gläserne Manufaktur'. Junius Verlag, Hamburg 2003, ISBN 3-88506-543-6
- Gunter Henn, Dirk Meyhöfer (Hrsg.): Henn Architekten. Architektur des Wissens Architecture of Knowledge. Junius, Hamburg 2003
- Henn Architekten Ingenieure: Corporate Architecture. Autostadt Wolfsburg. Gläserne Manufaktur Dresden.. Galerie Aedes, Berlin 2000, ISBN 3-00-006209-2